# Efecto del contexto

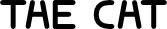
"THE CAT" (EL GATO) es un ejemplo clásico de efecto de contexto. Nos cuesta poco leer "H" y "A" en sus contextos adecuados, aunque adopten la misma forma en cada palabra.

Un efecto del contexto es un aspecto de la psicología cognitiva que describe la influencia de los factores ambientales en la percepción de un estímulo. Se considera que el impacto de los efectos de contexto forma parte del diseño top-down y bottom-up. El concepto se apoya en el enfoque teórico de la percepción conocido como percepción constructiva. Los efectos del contexto pueden afectar a nuestra vida cotidiana de muchas maneras, como el reconocimiento de palabras, la capacidad de aprendizaje, la memoria y el reconocimiento de objetos. Puede tener un amplio efecto en el marketing y en las decisiones de los consumidores. Por ejemplo, la investigación ha demostrado que el nivel de comodidad del suelo sobre el que se apoyan los compradores al revisar los productos puede afectar a sus valoraciones de la calidad del producto, que pueden ser más altas si el suelo es cómodo y más bajas si es incómodo. Debido a este tipo de efectos, actualmente se estudian sobre todo en marketing.

## Principios cognitivos de los efectos del contexto
Los efectos del contexto emplean un diseño descendente al analizar la información. El diseño descendente fomenta la comprensión de una imagen utilizando experiencias y conocimientos previos para interpretar un estímulo. Este proceso nos ayuda a analizar escenas y objetos familiares cuando los encontramos. Durante la percepción de cualquier tipo, las personas suelen utilizar datos sensoriales (diseño ascendente) o conocimientos previos sobre el estímulo (diseño descendente) al analizarlo. El uso tanto de datos sensoriales como de conocimientos previos para llegar a una conclusión es una característica del razonamiento probabilístico óptimo, conocido como inferencia bayesiana; los científicos cognitivos han demostrado matemáticamente cómo los efectos de contexto pueden surgir del proceso de inferencia bayesiana. Cuando se producen efectos de contexto, los individuos utilizan las señales ambientales percibidas mientras examinan el estímulo para ayudar a analizarlo. En otras palabras, los individuos suelen tomar decisiones relativas influidas por el entorno o la exposición previa a los objetos.
Estas decisiones pueden verse muy influidas por estas fuerzas externas y alterar la forma en que los individuos ven un objeto. Por ejemplo, los estudios han demostrado que las personas clasifican los anuncios de televisión como buenos o malos en función de lo que les gusta el programa en el que se emiten. Cuanto más les guste o les disguste el programa, más probabilidades tendrán de calificar los anuncios emitidos durante el mismo de forma más positiva o negativa (respectivamente). Otro ejemplo muestra que, durante el reconocimiento de sonidos, un efecto de contexto puede utilizar otros sonidos del entorno para cambiar la forma en que categorizamos un sonido.
Los efectos de contexto pueden presentarse de varias formas, incluido el efecto de superioridad configuracional, que demuestra distintos grados de reconocimiento espacial en función de si los estímulos están presentes en una configuración organizada o de forma aislada. Por ejemplo, se puede reconocer un objeto completamente compuesto más rápido que sus partes individuales (efecto de superioridad del objeto).

## Impacto

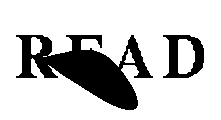
"READ" (LEER) es un buen ejemplo del papel de los "efectos de contexto" en el efecto de superioridad de la palabra al hacernos suponer que la E y la A detrás de la mancha de tinta están completas.

Los efectos de contexto pueden tener muy diversas repercusiones en la vida cotidiana. En la lectura de escritura difícil, los efectos de contexto se utilizan para determinar qué letras componen una palabra, lo que nos ayuda a analizar mensajes potencialmente ambiguos y descifrarlos correctamente. También puede afectar a nuestra percepción de sonidos desconocidos en función del ruido del entorno. Por ejemplo, podemos completar una palabra que no distinguimos en una frase basándonos en las demás palabras que podríamos entender. El contexto puede primar nuestras actitudes y creencias sobre determinados temas basándose en factores ambientales actuales y en nuestras experiencias previas con ellos.
Los efectos del contexto pueden anularse si somos conscientes del estímulo exterior o de la historia pasada que puede influir en nuestra decisión. Por ejemplo, un estudio realizado por Norbert Schwarz y Gerald Clore demostró que, cuando se les pedía que valoraran su satisfacción general con la vida en días soleados o lluviosos, las personas expresaban mayor satisfacción en los días soleados y menor en los lluviosos. Sin embargo, cuando se les recordaba el tiempo que hacía, su grado de satisfacción volvía a una distribución casi uniforme. Este estudio demuestra el efecto que puede tener el entorno en la percepción y que, cuando se señalan, los efectos del contexto pueden anularse.
Los efectos del contexto también afectan a la memoria. A menudo recordamos mejor la información en el lugar en el que la aprendimos o estudiamos. Por ejemplo, cuando se estudia para un examen, es mejor hacerlo en el entorno en el que se va a realizar (es decir, el aula) que en un lugar en el que no se ha aprendido la información y no será necesario recordarla. Este fenómeno se denomina procesamiento apropiado para la transferencia (TAP por sus siglas en inglés).

### Marketing
Quizá la mayor cantidad de estudios sobre los efectos del contexto provenga de la investigación en marketing. Los efectos del contexto pueden influir en el comportamiento de los consumidores a la hora de elegir. El primero, el efecto de compromiso, afirma que los objetos cuyo precio se sitúa en el medio de los conjuntos de elección se ven con mejores ojos. La elección intermedia parece un buen compromiso entre opciones que pueden considerarse demasiado extremas. Por ejemplo, si hay bicicletas a la venta en la tienda local que oscilan entre 50 y 75 dólares, el comprador medio, que no busca una bicicleta de lujo, normalmente optaría por elegir la de 60 dólares porque es normal y se ajusta a su nivel de experiencia. Sin embargo, al añadir una bicicleta de 100 dólares a la oferta, la mayoría de los compradores medios optarían por elegir la bicicleta de 75 dólares, más cara. Esto demuestra el efecto de compromiso de elegir una bicicleta que se ajuste a sus expectativas respecto a los precios medios.
El efecto de atracción, el segundo efecto contextual en el comportamiento del consumidor, sostiene que un artículo aumentará el atractivo de otro similar, pero superior a él. Al demostrar que un artículo es superior a otro similar, aumenta la simpatía y el posible poder adquisitivo del artículo superior.
El efecto de similitud, el tercer efecto contextual sobre el comportamiento de los consumidores, afirma que un artículo perjudicará más en ventas a otro similar que a uno disímil. Si dos o más artículos similares compiten por llamar la atención, sólo conseguirán perjudicarse mutuamente en el mercado.
Las empresas que buscan aumentar la reventa de productos pueden utilizar estos efectos de contexto para construir estrategias de marketing más rentables. La idea de estos efectos de contexto en la industria del marketing es permitir a los artículos más rentables un impulso en el reparto opcional; un impulso de productividad basado en efectos contextuales a favor y en contra de determinados artículos.

#### Efecto del contexto en el comportamiento del consumidor
En un estudio realizado con 55 estudiantes universitarios de marketing de una universidad de Corea, los investigadores establecieron un diseño mixto para comprobar si un encuadre visual que promoviera un mayor uso del procesamiento basado en alternativas reduciría el atractivo percibido de las opciones de compromiso. También plantearon la hipótesis de que el proceso de decisión tendría una influencia mínima en la elección de opciones asimétricamente dominantes.
Los investigadores dividieron a los participantes en tres condiciones: tratamiento del procesamiento basado en atributos, tratamiento del procesamiento basado en alternativas y el control. Para perpetuar en los participantes el procesamiento basado en atributos y en alternativas, los investigadores utilizaron diferentes tácticas visuales para presentar cada producto. En el grupo de tratamiento basado en atributos, se trazaron líneas horizontales entre cada atributo de una opción de producto, destacando los distintos atributos de los diferentes productos dentro del mismo conjunto de elección. Por el contrario, en el grupo de tratamiento alternativo, se trazaron líneas verticales entre las distintas opciones de producto para separarlas visualmente unas de otras. El grupo de control no recibió ningún tratamiento de encuadre visual. Además, los investigadores evaluaron simultáneamente cómo influye el efecto de atracción y compromiso en la probabilidad de que el consumidor elija una marca objetivo enumerando dos atributos para cada uno de los tres productos del conjunto de elección. En función de las diferencias extremas entre los atributos de cada producto, las opciones se situaban en el subgrupo de compromiso o en el de dominio asimétrico.
Los resultados de este estudio demostraron su hipótesis, ya que la frecuencia con la que se eligió la opción de compromiso depende en gran medida de la diferencia en el encuadre visual de los tratamientos de procesamiento basado en atributos y alternativo. El estudio descubrió que cuando no se promovía el tratamiento alternativo, el efecto de compromiso primaba en la toma de decisiones de los participantes.  Además, el estudio demostró que no había diferencias significativas entre los tratamientos de atributo y de control, ya que la probabilidad de elegir una opción asimétricamente dominante era igual de alta en las tres condiciones de encuadre.

### Percepción de las obras de arte
El contexto también afecta a la percepción de las obras de arte. Las obras de arte presentadas en el contexto clásico de un museo gustaron más y se consideraron más interesantes que las presentadas en el contexto estéril de un laboratorio. Aunque los resultados específicos dependen en gran medida del estilo de la obra de arte presentada, en general, el efecto del contexto resultó ser más importante para la percepción de las obras de arte que el efecto de la autenticidad (si la obra de arte se presentaba como original o como facsímil/copia).